# María Victoria Santana
María Victoria Santana Díaz (Piura, 30 de noviembre de 1983) es una actriz cómica y personalidad de televisión peruana de ascendencia cubana. Alcanzó reconocimiento en diferentes programas de televisión de su país, interpretando el personaje recurrente de «La Pánfila».

## Biografía
Nació el 30 de noviembre de 1983 en Villa El Salvador, distrito de la provincia de Lima, bajo el nombre de María Victoria Santana Díaz. Proveniente de una familia de clase baja, es hija de un inmigrante cubano que partió al Perú debido a la crisis política durante el gobierno de Fidel Castro. Realizó sus primeros años en su ciudad natal.
Cumpliendo la mayoría de edad, emprendería una carrera artística como actriz cómica allá por finales de los años 2000, haciendo su debut en el programa cómico Sábado bravazo, donde se destacó en la secuencia del espacio «Doctor Jeringa».
Gracias a su participación le ha permitido ser parte del otro formato Por humor al Perú en 2009, compartiendo roles al lado de los humoristas Manolo Rojas y Alfredo Benavides, donde comenzaría a crear su propio personaje de origen piurano «La Pánfila», aquella que años más tarde la llevaría a la fama. El nombre Pánfila fue renombrado por los actores cómicos Arturo Álvarez y Mariella Zanetti durante su presencia en Recargados de risa. Previo a ello, se destacó por haber realizado la imitación de la exmodelo y presentadora Laura Huarcayo en algunos programas de televisión nacional.
Ya para el año 2012, Santana se incorpora a la comedia Risas de América volviendo a interpretar el personaje de «La Pánfila», además de otras caracterizaciones.[cita requerida] Más tarde, concursa en el reality de baile El gran show en 2013, manteniéndose en el rol de «La Pánfila», en el cual abandonaría la competencia producto de un accidente dentro de los ensayos, con lo que Santana pidió una indemnización por lo sucedido más tarde. Volvió al programa en el formato de fin de año Reyes del show.
Fruto de su fama de su faceta cómica, se incursionaría como actriz en la ficción Te volveré a encontrar en 2018, interpretando el personaje de Teresa Arévalo, una mujer de origen amazónico. Al año siguiente, participó en el reparto principal de la teleserie Los Vílchez como «Flower», mucama de la familia León de la Torre por dos temporadas consecutivas hasta 2020. Seguidamente, estrena su show El circo de La Pánfila, en el cual se realiza en los meses de julio y agosto de cada año, por festividades de Fiestas Patrias.
En el año 2021, participó en el concurso Reinas del show bajo su nombre real, siendo eliminada semanas después.Se incursionó en el teatro, protagonizando con Edward Llungo la comedia La tóxica y el vístimo en 2022.[cita requerida]
Estuvo en negociaciones para formar parte de la comedia peruana Jirón del humor en el año 2023, en el cual participó en un piloto al lado de los artistas Chino Risas, José Luis Cachay, Michael «Pato» Ovalle y Dorita Orbegoso. Sin embargo, descartó contar con su presencia en el programa debido a otros compromisos.
Tras lo sucedido, protagonizó su unipersonal Mamá con huevos en 2023, bajo la dirección de Marco Antonio Huachaca, además de participar ocasionalmente en otros espacios de la televisión peruana como Magaly TV, la firme y América hoy.Seguidamente, Santana volvió al protagónico con el otro formato #ConMiMamáNoTeMetas en el personaje de Doña Cuca.

## Créditos

### Televisión
| Año       | Título                           | Rol                                      | Notas                    | Emisión                 |
| --------- | -------------------------------- | ---------------------------------------- | ------------------------ | ----------------------- |
| 2005-2006 | Sábado bravazo                   | Ella misma                               | Actriz cómica            | Panamericana Televisión |
| 2009-2010 | Por humor al Perú                | Ella misma / «La Pánfila» / Varios roles | Actriz cómica            | TV Perú                 |
| 2011      | Recargados de risa               | Ella misma / «La Pánfila» / Varios roles | Actriz cómica            | América Televisión      |
| 2012-2013 | Risas de América                 | Ella misma / «La Pánfila» / Varios roles | Actriz cómica            | América Televisión      |
| 2013      | El gran show                     | Ella misma                               | Participante             | América Televisión      |
| 2013      | Reyes del show                   | Ella misma                               | Participante             | América Televisión      |
| 2013      | Esto es guerra                   | «La Pánfila»                             | Participante de refuerzo | América Televisión      |
| 2019-2020 | Los Vílchez                      | Flor Requejo / «Flower»                  | Rol principal            | América Televisión      |
| 2019      | El reventonazo de la chola       | «La Pánfila»                             | Invitada especial        | América Televisión      |
| 2020      | Te volveré a encontrar           | Teresa Arévalo Portocarrero / «Tere»     | Rol principal            | América Televisión      |
| 2021      | Reinas del show                  | Ella misma                               | Participante             | América Televisión      |
| 2022      | En boca de todos                 | Ella misma                               | Invitada especial        | América Televisión      |
| 2023      | Préndete                         | Ella misma                               | Invitada especial        | Panamericana Televisión |
| 2023      | América hoy                      | Ella misma                               | Invitada especial        | América Televisión      |
| 2023      | Mi mamá cocina mejor que la tuya | Ella misma                               | Participante invitada    | América Televisión      |

### Teatro
| Año  | Título                 | Rol          | Notas           |
| ---- | ---------------------- | ------------ | --------------- |
| 2022 | La tóxica y el vistimo |              | Rol protagónico |
| 2023 | #ConMiMamáNoTeMetas    | Doña Cuca    | Rol protagónico |
| 2023 | Mamá con huevos        | Varios roles | Rol protagónico |